# José Luis Tamayo
José Luis Tamayo Terán (ur. 29 lipca 1858, zm. 7 lipca 1947) – ekwadorski polityk i adwokat.
Należał do stronnictwa liberałów, z ramienia których  wchodził w skład rządu. Od 1 września 1920 do 31 sierpnia 1924 sprawował urząd prezydenta Ekwadoru. W 1922 stłumił powstanie robotników w Guayaquil.